# Петър Гойникович
Петър Гойникович или Петър Гойник е принц на Сърбия, който се опитва да посредничи на византийците за привличането на маджарите срещу българите. 